# Schatten vergessener Ahnen
Schatten vergessener Ahnen, im deutschsprachigen Raum auch Feuerpferde (Originaltitel ukrainisch: Тіні забутих предків, Tini sabutych predkiw), ist ein ukrainisch-sowjetischer Spielfilm unter der Regie von Sergei Paradschanow aus dem Jahr 1965. Grundlage für den Film war der gleichnamige Roman von Mychajlo Kozjubynskyj. Es war Paradschanows erster großer Film, der ihm internationale Anerkennung für seine visuelle Intensität brachte.

## Handlung
Der etwa zwölfjährige Iwan Palijtschuk bringt seinem großen Bruder, der im Wald einen Baum fällt, etwas zu essen. Dabei kommt er dem bereits fallenden Baum zu nahe, weshalb ihn sein Bruder wegreißen will und dadurch selbst ums Leben kommt. Die Beisetzung, bei dem die Mutter darum betet, dass ihr das einzige verbliebene Kind nicht auch noch genommen wird, findet an einem Feiertag statt, dem auch ein Gottesdienst in der Kirche des kleinen Dorfes der Huzulen in den Karpaten gewidmet ist. Hierbei kommt es zum Streit zwischen Iwans Vater Petrik Palijtschuk und dem reichen Bauern Gutenjuk, der die armen Dorfbewohner immer nur ausnutzt und in dessen Verlauf Petrik mit einer Axt erschlagen wird. Deshalb läuft sein Sohn zu Maritschka, der etwa zehnjährigen Tochter Gutenjuks, um sie mit einer Ohrfeige zu strafen. Bei der Beerdigung von Iwans Vater, an der fast alle Dorfbewohner teilnehmen, sieht der Junge das Mädchen Maritschka etwas im Abseits stehen, geht zu ihr und beide wechseln erste Worte. Dabei stellt sich heraus, dass Iwan Schafe hütet und Maritschka Kühe. Trotz der Feindschaft zwischen ihren Familien missachten sie die Verbote und treffen sich regelmäßig, um miteinander ihre Zeit zu verbringen, wodurch sich ihre Freundschaft immer weiter festigt.
Im Laufe der Jahre wachsen die Kinder heran und es entwickelt sich eine innige Liebe, bis Maritschka fragt, ob sie ein Paar werden und Iwan antwortet: „So Gott will“. Beim nächsten Dorffest tanzen beide eng und schnell miteinander, dass alle sehen können, dass sie ein Paar sind und dabei träumen sie von ihrem künftigen Glück. Nur ihre Eltern wollen das nicht gutheißen, aber auch Maritschka hat Zweifel daran, dass sie ein Paar werden können, ohne dafür einen Grund zu nennen. Da Iwan mit seiner Mutter allein lebt und nicht genug Geld hat, um eine Familie zu gründen, trennt er sich von seinem Dorf, um hinter den Bergen eine Arbeit als Knecht zu finden. Da sie sich im Dorf nicht verabschieden können, geht Maritschka ihm im Wald hinterher, wo er verspricht, zu ihr zurückzukommen. Sie werden auch jede Nacht aneinander denken, wenn sie ihren Stern sehen. Auf einer Alm findet er bei einem Schafzüchter Arbeit, bei dem er die verschiedensten Tätigkeiten ausführen muss. Nacht schläft er häufig im Freien, um dabei auf seinen Stern zu sehen und an Maritschka zu denken. Auch sie denkt an ihn und als in einer dieser Nächte die Schafe ihres Dorfes ausgebrochen sind, will sie eines der Lämmer aus einer Steilwand am Fluss retten. Als sie es bereits in ihren Armen hat, verliert sie den Halt unter ihren Füssen und fällt in den Fluss. Das Unglück spricht sich bis zu Alm herum, auf der Iwan arbeitet und als der davon erfährt, treibt es ihn sofort in sein Heimatdorf zurück, wo alle Dorfbewohner Maritschka entlang des Flusses suchen, bis sie sie nur noch leblos auffinden können.
Nach seinem Abschied an ihrem Grab geht er wieder nach Hause, wo er sich gehen lässt, so dass bereits die Leute über ihn reden. Da seine Mutter auch nicht mehr lebt, verschließt er das Haus und sucht in der Ferne Trost in der Arbeit. Er führt verschiedene Hilfsarbeiten aus, wäscht seine Wäsche im Fluss, bis er bei einer Bäuerin Unterschlupf findet, deren Kate er reparieren soll. Doch Iwan ist immer in Gedanken bei seiner Maritschka, isst nichts und spricht mit keinem Menschen. So geht es weiter, bis er eine Tätigkeit als Hufschmied ausübt, bei der er die wohlhabende Bauerntochter Palagna kennenlernt, die bei ihm ihr Pferd beschlagen lässt. Sie verliebt sich in Iwan und als er sich nicht mehr wehren kann, werden sie ein Paar und heiraten nach Tradition der Huzulen. In ihrem Alltag bewirtschaften sie ihre Felder und Palagna zeigt ihm immer wieder, wie sehr sie ihn liebt, aber die Ehe scheitert schnell, da Iwan immer noch von den Erinnerungen an Maritschka besessen ist. Als der emotional distanzierte Iwan nun auch noch in Halluzinationen verfällt, beschwört Palagna, die sich, genau wie Iwan, Kinder wünscht, die Heiligen. Da das auch nicht hilft, wendet sie sich dem heidnischen Volksglauben zu und läuft nachts ohne jegliche Kleidung zu einer alten Pappel am Dorfrand, wo sie von dem Quacksalber Jurko bedrängt wird. Sie kann seinen Anzüglichkeiten entkommen, gerät aber unter seinen Einfluss, bis sie sich ihm später hingibt.
Als Iwan in einem Wirtshaus, das er mit seiner Frau besucht, sehen muss, wie Palagna immer näher an Jurko heranrückt, von ihm umarmt wird und der auch noch Iwans taubstummen Freund Miko, der sie davon abhalten will, zusammenschlägt, verfällt er in Rage und greift Jurko mit einer Axt an. Dieser zieht daraufhin seine eigene Axt und verletzt Iwan, der daraufhin in einen in der Nähe liegenden Wald flieht. Im Wald halluziniert Iwan erneut und sieht Maritschkas Geist zwischen den Bäumen und in den Wasserspiegelungen. Als sie ihm die Hand reicht, stößt Iwan einen Schrei aus und stirbt. Der Film endet mit einer traditionellen Beerdigung Iwans.

## Produktion und Veröffentlichung
Der in Farbe gedrehte Film ist dem Schriftsteller des gleichnamigen Romans Mychajlo Kozjubynskyj gewidmet, der 1964 seinen 100. Geburtstag gefeiert hätte. Schatten vergessener Ahnen hatte am 4. September 1965 unter dem Titel Тіні забутих предків im Kiewer „Kino Ukraine“ seine Premiere in der Ukrainischen Sozialistischen Sowjetrepublik. Die Premiere für die gesamte Sowjetunion, wo der Film bereits im ersten Jahr etwa 8,5 Millionen Zuschauer hatte, fand am 18. Oktober 1965 unter dem Titel Тени забытых предков in Moskau statt.
In der DDR gab es eine durch die DEFA synchronisierte Fassung, für die Christel Rudolph das Buch schrieb und die auch Regie führte. Die Premiere erfolgte hier unter dem Titel Schatten vergessener Ahnen am 29. April 1966 im Filmkunsttheater „Panorama“ in der Berliner Kastanienallee. Eine erste Fernsehausstrahlung fand am 9. Juli 1973 im 2. Programm des Fernsehens der DDR statt.
In der Bundesrepublik Deutschland wurde der Film im Kino das erste Mal am 5. August 1966, unter dem Titel Feuerpferde, gezeigt. Eine erste Ausstrahlung erfolgte am 27. April 2001 durch den deutsch-französischen Fernsehsender Arte.
Der Film wird heute in Deutschland vorzugsweise mit Untertiteln gezeigt.

## Kritiken
„Eine das Romeo-und-Julia-Motiv abwandelnde alte Legende der Huzulen wird mit der reichen und fremdartigen Folklore dieses Hirtenvolkes aus den Karpaten verwoben. Die in Farbkaskaden schwelgende Kamera läßt eine urtümliche mystische Vergangenheit in all ihrer wilden Schönheit aufleben.Lexikon des internationalen Films“

Zur Vorstellung am 16. Juni 2024 im Berliner Kino Arsenal ist folgendes von einem bw im Programmheft zu lesen: 

„Der Kern des ukrainischen poetischen Kinos wurde maßgeblich vom globalen Freigeist und Wahlukrainer Paradžanov geprägt, der Mychajlo Kocjubynskijs Romeo-und-Julia-Geschichte der Huzulen authentisch auf die große Leinwand brachte und dabei nicht nur den Spirit der befreienden Ekstase –  auch der erotischen – entfachte und Träumen, Visionen, Halluzinationen und der Mystik zur filmischen Existenz verhalf, sondern die Filmsprache auch montage- und erzähltechnisch revolutionierte.“

In einem Artikel über den Film schrieb der Redakteur Urs Jenny im Spiegel Kultur unter dem Titel Clown, Faun, Schamane aus dem Kaukasus: 

„‚Schatten vergessener Ahnen‘ war ein furioser Kraftausbruch, ein Überwältigungsschlag, wie ihn vom biederen Sowjetkino niemand erwartet hätte. Paradschanow erzählt ein archaisches Liebes-, Blutrache- und Todesbesessenheits-Drama voll Dämonie und Magie, das unter dem karpatischen Bergbauernvolk der Huzulen spielt; er erzählt das teils in schreckstarren Tableaus, teils mit jagender, wirbelnder, delirierender Kamera, fast ohne Dialog, getragen durch die bizarre Musik von Maultrommeln, Alphörnern, Dudelsäcken und Chorgesang - und das alles ballt sich zu einer Vision von fremdartig-flammender Wucht.“

## Auszeichnungen
- 1965: Preis für die beste Regie und FIPRESCI-Preis beim Festival Internacional de Cine de Mar del Plata
- 1965 Goldmedaille beim Internationalen Filmfestival in Thessaloniki
- 1966: Preis der  Britischen Filmakademie
- 1966: Spezieller Jurypreis beim All-Union Film Festival in Kiew

In der 2021 erstellten Liste der 100 besten Filme in der Geschichte des ukrainischen Kinos landete der Film auf dem ersten Platz.